# Siegfried II. von Querfurt
Siegfried von Querfurt (* vor 1279; † 5. Mai 1310) war von 1279 bis 1310 als Siegfried II. Bischof von Hildesheim.

## Leben
Siegfried stammte aus dem Haus Querfurt. Er war der Sohn von Burggraf Burchard IV. von Querfurt, Stifter der Mansfelder Linie Querfurtischen Stammes, und Gräfin Sophie von Mansfeld. (→ Stammliste von Mansfeld)
Siegfried war zunächst Domdechant am Magdeburger Dom. Am 18. Juli 1279 wurde er zum Bischof von Hildesheim gewählt.
Er musste sich gegenüber dem Herzogtum Braunschweig-Lüneburg behaupten. Er war eine Hauptfigur im Herlingsberger Krieg.
Am 5. September 1291 schenkte er dem entstehenden Minoritenkloster in Hannover das Obereigentum über ein Grundstück in der Altstadt.
Er verlieh Gronau Stadtrecht. In Liebenburg und Ruthe ließ er jeweils eine Burg errichten. In Liebenburg war dies die Burg Liebenburg. 1302 kaufte er Güter um Westerhof. 1310 erweiterte er den Einflussbereich des Hochstifts Hildesheim durch Kauf der Grafschaft Dassel.
In seine Amtszeit fallen die Bestrebungen der Stadt Hildesheim um Unabhängigkeit vom Bistum Hildesheim.